# Fiat 132
Fiat 132 – samochód osobowy klasy średniej produkowany przez włoskie przedsiębiorstwo FIAT w latach 1972–1981 i następnie jako Fiat Argenta w latach 1981–1985.

## Historia i opis modelu

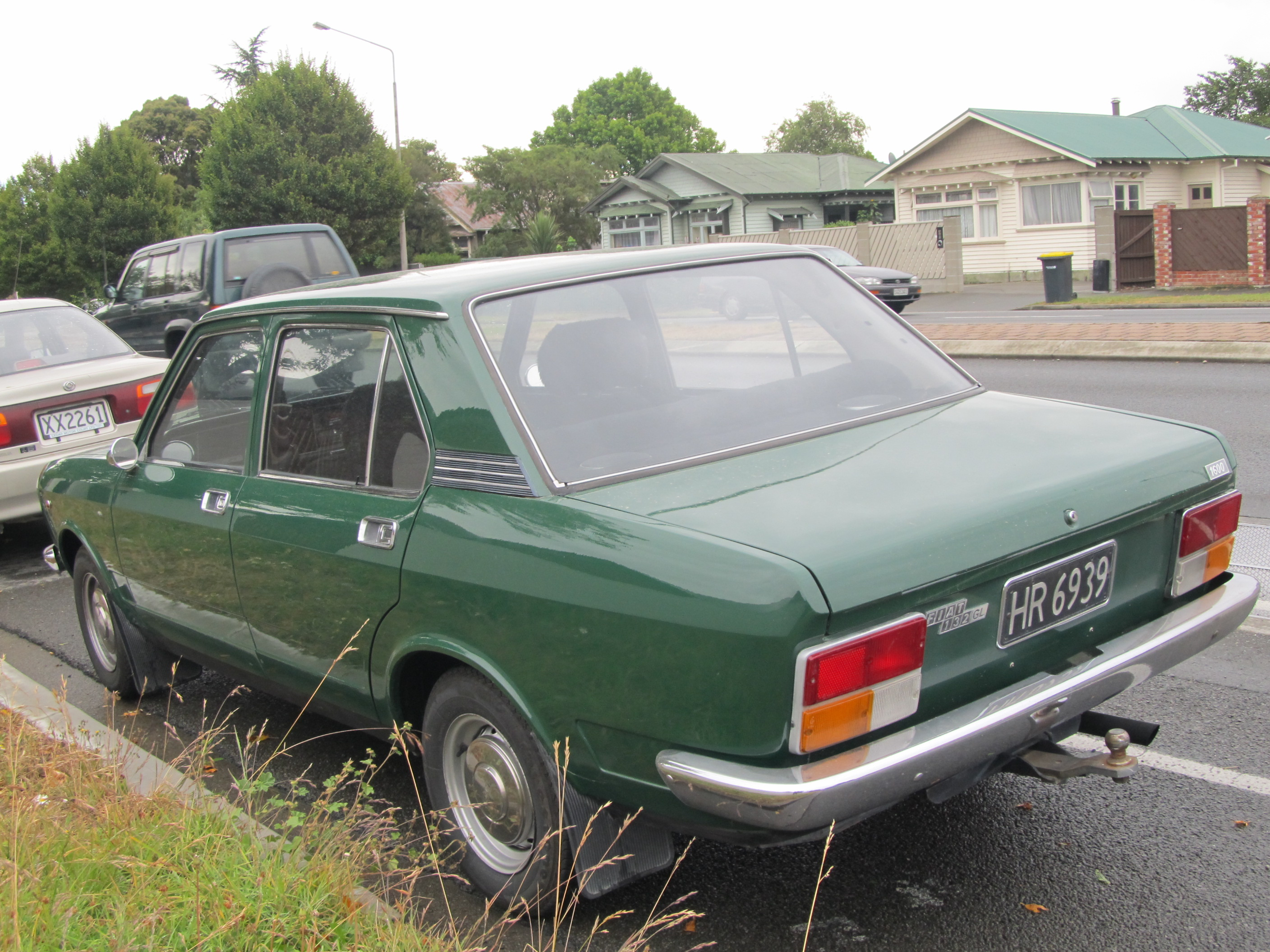
Fiat 132 - tył

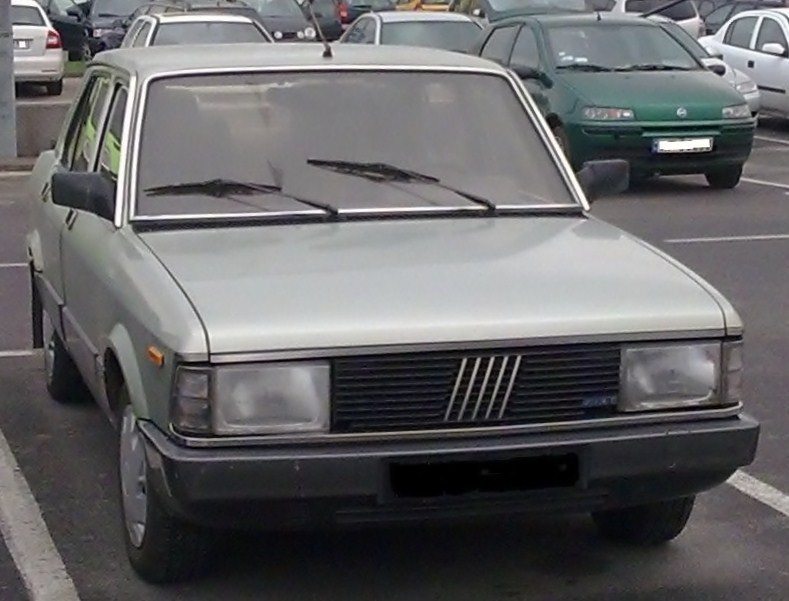
Fiat Argenta - wersja po liftingu

Fiat 132 zastąpił w produkcji Fiata 125, ale odziedziczył po nim konstrukcję przedniego zawieszenia (wahacze, drążki i amortyzatory) oraz przekładnię kierowniczą i płytę podłogową do tylnego mostu – tu nastąpiły spore zmiany: zastąpiono resory eliptyczne sprężynami i drążkami oraz zastosowano dwa skośne drążki prowadzące, co spowodowało znaczne poprawienie komfortu jazdy. Produkowany był początkowo w dwóch odmianach: 1600 i 1800, różniących się pojemnością silnika. Silniki te też trafiały do pokrewnego modelu Fiat 131, który miał jednak zupełnie inną płytę podłogową o nowocześniejszym przednim zawieszeniu, tj. kolumny MacPhersona i zębatkową przekładnię kierowniczą, oraz tylne zawieszenie z poprzecznym drążkiem prowadzącym typu Panharda jak Fiat 124.
Od początku wyposażany był w nowoczesne silniki benzynowe czterocylindrowe, DOHC, o pojemności 1592 cm³ (98 KM) i 1756 cm³ (105 KM i 107 KM a pod koniec 111 KM). W 1977 roku, po zakończeniu produkcji Fiata 130, Fiat 132 stał się „modelem sztandarowym firmy”. W związku z tym silnik 1,8 l został zastąpiony motorem o pojemności 1995 cm³ i mocy maksymalnej 112 KM (model 2000). Silnik ten powstał przez wydłużenie skoku tłoka do 90 mm (przedtem w 1,8 l wynosił 79,8 mm), co dało w efekcie silnik z bardzo dużym momentem obrotowym od 2000 obr./min i z mocą maksymalną przy 5600 obr./min. Dwa lata wcześniej (1975) poprawiono silnik 1,6 l, zmniejszając skok tłoka do 71,5 mm i jednocześnie stosując większe tłoki o średnicy 84 mm – ta jednostka osiągała moc maksymalną 98 KM. Nieco zmieniono też detale nadwozia i koła oraz hamulce. Rok później pojawiły się silniki Diesla o pojemnościach 2,0 i 2,5 l. Model 132 poddano większym modernizacjom nadwozia dwukrotnie, w 1974 i 1977 roku.

### Lifting i zmiana nazwy
W 1981 Fiat 132 przeszedł gruntowną modernizację, w wyniku której uzyskał znacząco odmłodzone nadwozie. Tak zmodernizowany pojazd uzyskał nazwę Fiat Argenta (132A) i był produkowany do 1985 roku. Pod koniec produkcji zastosowano w Argencie najmocniejsze silniki 2.5 TD o mocy 90 KM oraz 2.0 Volumex ze sprężarką Roots 135 KM i stąd symbol VX. Facelifting Argenty przeprowadzono w 1983 roku.

### SEAT 132 i Polski Fiat 132p
Fiat 132 produkowany był także w Hiszpanii w zakładach SEAT jako SEAT 132. W latach 1973–1981 był montowany w Polsce pod oznaczeniem Polski Fiat 132p. Polegało to na montowaniu polskich oznaczeń i tabliczek znamionowych w gotowych autach. W pierwszym roku zmontowano ich 390, w kolejnym 1974 roku – 1382 (najwięcej), a ogółem zmontowano 4461. Przede wszystkim miały one silniki 1,6 l. W PRL Fiat 132 był limuzyną ministerialną i lubianym za dynamikę środkiem transportu Służby Bezpieczeństwa. Dostępne były w sprzedaży przede wszystkim za walutę wymienialną w sieci Pewex.

### Dane techniczne
| Wersja                | Silnik:                          | Układ zasilania:   | Średnica × skok tłoka: | St. sprężania:     | Moc maksymalna:                   | Maks. moment obrotowy      |
| Silniki benzynowe:    | Silniki benzynowe:               | Silniki benzynowe: | Silniki benzynowe:     | Silniki benzynowe: | Silniki benzynowe:                | Silniki benzynowe:         |
| --------------------- | -------------------------------- | ------------------ | ---------------------- | ------------------ | --------------------------------- | -------------------------- |
| 1600                  | R4 1,6 l (1608 cm³), DOHC        | gaźnik             | 80,00 mm × 80,00 mm    | 9,0:1              | 99 KM (73 kW) przy 6000 obr./min  | 129 N•m przy 4000 obr./min |
| 1600 GLS              | R4 1,6 l (1592 cm³), DOHC        | gaźnik             | 80,00 mm × 79,20 mm    | 9,0:1              | 99 KM (73 kW) przy 6000 obr./min  | 131 N•m przy 4000 obr./min |
| 1800                  | R4 1,8 l (1756 cm³), DOHC        | gaźnik             | 84,00 mm × 79,20 mm    | 8,9:1              | 107 KM (73 kW) przy 6000 obr./min | 141 N•m przy 4200 obr./min |
| 1800 ES               | R4 1,8 l (1756 cm³), DOHC        | gaźnik             | 84,00 mm × 79,20 mm    | 8,9:1              | 113 KM (83 kW) przy 5600 obr./min | 148 N•m przy 3400 obr./min |
| 2000 GLS              | R4 2,0 l (1995 cm³), DOHC        | gaźnik             | 84,00 mm × 90,00 mm    | 8,9:1              | 114 KM (84 kW) przy 5600 obr./min | 157 N•m przy 3000 obr./min |
| 2000 Berlina          | R4 2,0 l (1995 cm³), DOHC        | wtrysk Bo L-Jet    | 84,00 mm × 90,00 mm    | 9,0:1              | 122 KM (90 kW) przy 5300 obr./min | 172 N•m przy 3500 obr./min |
| 2000 SX               | R4 2,0 l (1995 cm³), DOHC, SC    | gaźnik             | 84,00 mm × 90,00 mm    | 7,5:1              | 135 KM (99 kW) przy 5500 obr./min | 206 N•m przy 3000 obr./min |
| Silniki wysokoprężne: |                                  |                    |                        |                    |                                   |                            |
| 2000                  | R4 2,0 l (1995 cm³), SOHC        | pompa Bosch        | 88,00 mm × 82,00 mm    | 22,0:1             | 61 KM (45 kW) przy 4400 obr./min  | 113 N•m przy 2400 obr./min |
| 2500                  | R4 2,4 l (2445 cm³), SOHC        | pompa Bosch        | 93,00 mm × 90,00 mm    | 22,0:1             | 73 KM (54 kW) przy 4200 obr./min  | 147 N•m przy 2400 obr./min |
| 2500 TD               | R4 2,4 l (2445 cm³), SOHC, turbo | pompa Bosch        | 93,00 mm × 90,00 mm    | 22,0:1             | 89 KM (66 kW) przy 4100 obr./min  | 196 N•m przy 2400 obr./min |